# CATOBAR
Die Abkürzung CATOBAR (Catapult Assisted Take Off Barrier Arrested Recovery) bezeichnet ein System, bei dem Flugzeuge mittels eines Flugzeugkatapults gestartet und über Fanghaken nach der Landung abgebremst werden. Das System wird genutzt, um auf dem begrenzten Platz eines Flugzeugträgers Flugzeuge mit hoher Nutzlast oder einem geringen Schub-Gewicht-Verhältnis zu starten und zu landen. Die Flugdecks von Flugzeugträgern sind flach und die Flugzeuge sind mit einer Aufnahmevorrichtung zum Einhaken des Katapults und Fanghaken ausgestattet. Aktuell gibt es zwei Arten von Katapulten. Das Dampf- und das elektromagnetisch (EMALS) angetriebene.
Mit dem CATOBAR System lassen sich höhere Nutzlasten bzw. Gesamtmassen starten. Außerdem können auch Flugzeuge mit einem geringen Schub-Gewicht-Verhältnis wie beispielsweise die Grumman E-2 von einem Flugzeugträger gestartet werden. Als Nachteil wird der für den Betrieb erhöhte Wartungs- und Betriebsaufwand (Bedienmannschaft) angesehen.
Bereits die ersten Flugzeugträger, wie beispielsweise die Langley, nutzten CATOBAR.

## Flugzeugträger mit CATOBAR
Heute wird das System vor allem auf Flugzeugträgern der United States Navy, der französischen Charles de Gaulle und zukünftig auf dem chinesischen Flugzeugträger Fujian eingesetzt.
| Klasse                              | Bild | Katapulttyp | Betreiber             | Kommentar |
| ----------------------------------- | ---- | ----------- | --------------------- | --- |
| Nimitz-Klasse                       |      | Dampf       | US Navy               | Aktiv |
| Gerald-R.-Ford-Klasse               |      | EMALS       | US Navy               | Aktiv |
| Charles de Gaulle                   |      | Dampf       | Französische Marine   | Aktiv |
| Fujian                              |      | EMALS       | Chinesische Marine    | In der Erprobung |
| INS Vishal                          |      | EMALS       | Indische Marine       | Flugzeugträger in Planung, EMALS angedacht                                                                                            |
| Porte-avions de nouvelle génération |      | EMALS       | Französische Marine   | Flugzeugträger in Planung, EMALS angedacht                                                                                            |
| Projekt 23000                       |      | EMALS       | Russische Marine      | Flugzeugträgerprojekt. Mit einer Sprungschanze und Katapulten wäre dieses Schiff eine Mischung aus STOBAR und CATOBAR-Flugzeugträger. |
| CVX                                 |      | EMALS       | Südkoreanische Marine | Flugzeugträgerprojekt |